# Данијел Модер
Данијел Ричард Модер (енгл. Daniel Richard Moder) је амерички камерман, сценариста и директор фотографије, рођен 31. јануара 1969. године у Лос Анђелесу. Радио је на филмовима Господин и госпођа Смит, Спајдермен 3, Осмех Мона Лизе, Државни непријатељ, Мексиканац итд. Ожењен је Џулијом Робертс, са којом има троје деце.